# Geoffrey Spicer-Simson
Geoffrey Basil Spicer-Simson (15 janvier 1876 – 29 janvier 1947) est un officier de marine (Royal Navy). Il sert en Mer Méditerranée, dans le Pacifique et les Home Fleets britanniques. Il est surtout connu pour avoir commandé au cours de la Première Guerre mondiale l'expédition navale sur le Lac Tanganyika en 1915, au cours de laquelle sa petite flottille bat des Allemands supérieurs en nombre au cours de la bataille du lac Tanganyika.

## Jeunesse
Geoffrey Basil Spicer Simson naquit à Hobart en Tasmanie le 15 janvier 1876, dans une famille de cinq enfants. Son père, Frederick Simson, sert dans la marine marchande puis s'adonnd au commerce de l'or en Inde, avant de s'établir au Havre à l'âge de 31 ans. Il y rencontrd une jeune fille de 18 ans, Dora Spicer, fille d'un homme d'église anglais. Il change son nom à l'occasion de ce mariage pour prendre celui de Spicer-Simson. En 1874, les Spicer-Simson s'établissent en Tasmanie où ils fondent une famille, et y exploitent un élevage de moutons pendant cinq ans. Bien que Geoffrey soit né en Tasmanie, il est envoyé en France selon le souhait de sa mère. Lui et ses frères et sœurs sont plus tard envoyés à l'école en Angleterre. Le plus âgé, Theodore Spicer-Simson, devient un portraitiste mondialement connu, partageant son temps entre la France et les États-Unis. Son plus jeune frère, Noel, s'engage dans l'Armée britannique.
Geoffrey entre dans la Royal Navy en 1889 à l'âge de quatorze ans. Il est nommé aspirant le 14 juin 1892. Sa carrière navale progresse rapidement, son excellent notation lui fait gagner sept mois d'ancienneté par de bonnes quotations et lui permettent d'éviter le Royal Naval College à Dartmouth.  Il perd cependant un mois d'ancienneté en 1894 pour avoir quitté son bâtiment sans permission. Il est promu enseigne de vaisseau de 2e classe le 19 février 1896, promotion confirmée le 20 janvier 1897, anti-datée à la date originelle. Il est promu enseigne de vaisseau de 1re classe le 30 septembre 1898.
Il se spécialise alors dans le renseignement et sert à la Commission des frontières du Bornéo septentrional en 1901, contribuant à l'établissement des cartes et au tracé des limites territoriales. Après avoir commandé un destroyer il est envoyé en Chine et réalise les premières triangulations du Yangtze de 1905 à 1908. Après la Chine, il est envoyé en Afrique pour prendre le commandement d'un bâtiment hydrographique sur le fleuve Gambie. En 1912, il épouse Amy Elizabeth, fille d'Edmund et Phoebe Baynes-Reed de Victoria, en Colombie britannique.
Il quitte l'Afrique pour la Grande-Bretagne quelques jours avant l'entrée en guerre de la Grande-Bretagne le 4 août 1914. Il sert brièvement sur un navire de garde-côtes, mais un des navires sous son commandement est torpillé en plein jour quinze jours plus tard. Il est alors nommé à l'Amirauté au bureau chargé de la formation des marins de la marine marchande destinés à servir dans la marine de guerre.

## Simson's Circus
En avril 1915, l'Amirauté apprend que l'Allemagne se prépare à lancer le Graf von Götzen sur le Lac Tanganyika. Le Götzen surpasse tout autre navire sur le lac et aurait permis à l'Allemagne d'y exercer sa suprématie. Ainsi, elle aurait pu déplacer aisément les troupes et le matériel nécessaires à ses opérations en Afrique orientale allemande et dans les régions avoisinantes. Pour contrer le Götzen, la Grande-Bretagne a prévu d'envoyer sur place deux petits bâtiments rapides.
Spicer-Simson a l'expérience de l'Afrique, et parle couramment français et allemand. On fait l'impasse sur son passé et il est choisi pour mener l'expédition. Ses supérieurs estiment qu'ils n'n'ont rien à perdre à l'envoyant sur ce qu'ils considèrent comme un front secondaire.
Les deux navires à moteur que Spicer-Simson baptise Mimi et Toutou (en), sont chargés sur le SS Llanstephen Castle le 15 juin, ainsi que divers équipements et du ravitaillements . Des conteneurs spéciaux sont également embarqués pour permettre de les transporter par rail ou par voie de terre. La première partie du voyage de Mimi et Toutou, soit 10 000 kilomètres est accomplie en 17 jours de mer jusqu'au Cap de Bonne-Espérance.
Depuis Le Cap, les navires et les hommes de l'expédition sont transportés par chemin de fer jusque Elisabethville via Bulawayo, où ils arrivent le 26 juillet. Une fois arrivés au terminus de Fungurume, les navires sont déchargés et déhalés sur plus de 200 kilomètres à travers la savane par des attelages de bœufs jusqu'au chemin de fer allant de Sankisia à Bukama. À Bukama, les bateaux sont déchargés et préparés pour la descente de la rivière Lualaba. La Lualaba a un faible débit à ce moment, et Mimi et Toutou doivent remonter d'une centaine de kilomètres vers l'amont. Ils s'échouent jusqu'à 14 fois sur une vingtaine de kilomètres. Ils passent 17 jours sur la Lualaba avant d'atteindre Kabalo. De là, les derniers 250 kilomètres de voyage jusqu'au lac Tanganyika sont effectués par chemin de fer. L'expédition, connue à partir de ce moment sous le nom de « Simson's Circus » (« Cirque de Simson ») pour toutes ses épreuves, arrive au port belge de Lukuga le 24 octobre 1915.

## Bataille du lac Tanganyika

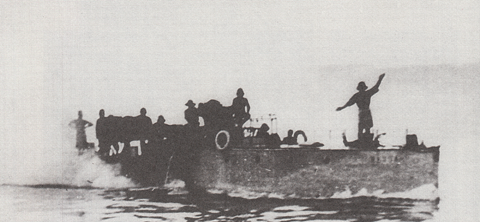
Spicer-Simson (debout) sur le pont du navire belge Netta.

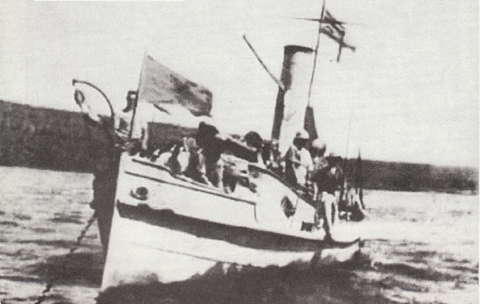
HMS Fifi

Peu après être arrivé sur le lac Tanganyika, Spicer-Simson déplace son port d'attache au sud de la Lukuga, à Albertville, où il fait construire un port mieux protégé des assauts des tempêtes du lac. Mimi et Toutou sont assemblés et lancés un peu avant Noël 1915. Au lever du jour du 26 décembre, le remorqueur auxiliaire allemand Kingani apparait dans le lointain. Spicer-Simson embarque sur Mimi et Toutou et capture le Kingani après un bref échange de tirs au cours duquel le commandant allemand et quatre de ses marins sont tués. Le Kingani est rebaptisé HMS Fifi (en) et placé sous commandement de Spicer-Simson. Il est dès lors promu le 3 janvier 1916 de au grade de capitaine de frégate. La promotion porte effet rétroactif au 26 décembre, date de la capture du Kingani,.
Le 9 février 1916, le navire fluvial allemand Hedwig von Wissmann (en) (navire jumeau du Hermann von Wissmann sur le Lac Nyasa) sort de la Lukuga à la recherche du Kingani. Après une course-poursuite d'une cinquantaine de kilomètres, la flottille de Spicer-Simson coule le Hedwig von Wissmann.
La capture du Kingani et la destruction du Hedwig affaiblissent considérablement les forces navales allemandes du lac Tanganyika. Cependant, un survivant du Kingani indique que le Götzen a été récemment équipé d'une pièce prélevée sur le croiseur allemand Königsberg récemment désarmé. L'ajout d'un canon du Königsberg donne alors au Götzen une portée de tir supérieure à celle de Mimi, Toutou, et Fifi. Mais comme le Götzen ne peut attaquer directement, la suprématie allemande sur le lac Tanganyika a vécu.
Pour ses actions contre le Hedwig, Spicer-Simson est décoré du DSO, l'Ordre du Service distingué le 1er mai 1916. Au cours de l'expédition, trois de ses officiers reçoivent la Distinguished Service Cross, et douze de ses hommes reçoivent la Distinguished Service Medal.
Après ces premiers succès, le commandement de Spicer-Simson prend fin dans la confusion. Il refuse d'envoyer ses navires aider les forces belges et britanniques pour capturer Mpulungu, actuellement en Zambie. Tombé malade, se retire dans ses quartiers et est renvoyé en Angleterre pour subir des traitements médicaux et suivre sa convalescence. Il a également été décoré de l'Ordre de la Couronne belge.

## Excentricités
Spicer-Simson est connu pour ses excentricités. En Grande-Bretagne, il a suggéré que Mimi et Toutou soient appelés Cat (« chat ») et Dog (« chien »), mais ces noms sont rejetés par l'Amirauté. Une fois Mimi et Toutou finalement acceptés, il explique que ces noms étaient des diminutifs de « chat » et « chien » en français. Lors de son séjour sur le Lac Tanganyika, Spicer-Simson porte régulièrement un kilt khaki, et il tenait à ce que la marque de l'Amirauté flotte à la porte de son habitation. Il fumait des cigarettes à monogramme, et arborait divers tatouages macabres réalisés en Asie.

## Fin de vie
Il devient Directeur-adjoint du renseignement militaire naval, avec le grade de capitaine de vaisseau, puis est nommé délégué de la Marine et traducteur francophone au cours de la Conférence pour la Paix de Versailles en 1919. Après avoir été interprète pour la Première Conférence internationale hydrographique à Londres en 1919, il est élu premier secrétaire-général de l'Organisation hydrographique internationale. Il occupe ce poste de 1921 à 1937. Il vécut ensuite en Colombie-Britannique. Il donne aussi une série de conférences consacrées à ses opérations sur le Lac Tanganyika, et publie dans le National Geographic un article sur transport des deux navires à travers les jungles du Congo. Il meurt le 29 janvier 1947.

## Honneurs
- Médaille de Chine en 1900
- Distinguished Service Order en 1915
- Les aventures de sa flottille sur le Lac Tanganyika inspirèrent le livre de C.S Forester et le film L'Odyssée de l'African Queen (de John Huston, avec Humphrey Bogart et Katharine Hepburn).
- Sujet du drame radio de la BBC Navy Man God, par Christopher Russell. Diffusé pour la première fois le 19 janvier 1985, et régulièrement reprogrammé sur digital BBC Radio 7 après redécouverte.

## Source
- (en) Cet article est partiellement ou en totalité issu de l’article de Wikipédia en anglais intitulé « Geoffrey Spicer-Simson » (voir la liste des auteurs).